# Copa Intertoto 1981
La Copa Intertoto 1981 fue la 21.ª edición de este torneo de fútbol a nivel de clubes de Europa. Participaron 36 equipos de países miembros de la UEFA.
No se declaró un campeón definido, ya que el ganador de cada grupo se llevó la copa, pero se considera como campeón al SV Werder Bremen de Alemania Occidental por ser el club que mostró un mejor rendimiento durante el torneo.

## Fase de grupos
Los 36 equipos fueron ubicados en 9 grupos de 4 equipos cada uno, en donde el ganador de cada grupo se ganó la copa y el premio monetario del torneo.

### Grupo 1
| Club            | G | E | P | GF | GC | Pts. |
| --------------- | - | - | - | -- | -- | ---- |
| Wiener SC       | 4 | 1 | 1 | 12 | 7  | 9    |
| Liège           | 3 | 1 | 2 | 13 | 10 | 7    |
| Maccabi Netanya | 2 | 2 | 2 | 11 | 9  | 6    |
| Hapoel Tel Aviv | 0 | 2 | 4 | 6  | 16 | 2    |

|     | WSC | LIE | NET | HTA |
| --- | --- | --- | --- | --- |
| WSC |     | 3-1 | 2-0 | 3-1 |
| LIE | 3-0 |     | 3-2 | 4-1 |
| NET | 1-1 | 3-1 |     | 1-1 |
| HTA | 1-3 | 1-1 | 1-4 |     |

### Grupo 2
| Club           | G | E | P | GF | GC | Pts. |
| -------------- | - | - | - | -- | -- | ---- |
| Standard Liège | 3 | 3 | 0 | 12 | 3  | 9    |
| KB             | 2 | 2 | 2 | 6  | 8  | 6    |
| Sturm Graz     | 1 | 3 | 2 | 6  | 9  | 5    |
| Duisburg       | 0 | 4 | 2 | 3  | 7  | 4    |

|     | STA | KBK | STU | DUI |
| --- | --- | --- | --- | --- |
| STA |     | 4-0 | 4-1 | 2-0 |
| KBK | 1-1 |     | 0-1 | 1-1 |
| STU | 1-1 | 1-2 |     | 1-1 |
| DUI | 0-0 | 0-2 | 1-1 |     |

### Grupo 3
| Club           | G | E | P | GF | GC | Pts. |
| -------------- | - | - | - | -- | -- | ---- |
| Werder Bremen  | 5 | 1 | 0 | 15 | 6  | 11   |
| Malmö FF       | 2 | 2 | 2 | 7  | 7  | 6    |
| Spartak Pleven | 2 | 0 | 4 | 9  | 11 | 4    |
| Zürich         | 1 | 1 | 4 | 7  | 14 | 3    |

|     | WER | MAL | SPA | ZUR |
| --- | --- | --- | --- | --- |
| WER |     | 1-0 | 1-0 | 3-1 |
| MAL | 2-2 |     | 3-1 | 2-1 |
| SPA | 2-3 | 2-0 |     | 4-1 |
| ZUR | 1-5 | 0-0 | 3-0 |     |

### Grupo 4
| Club             | G | E | P | GF | GC | Pts. |
| ---------------- | - | - | - | -- | -- | ---- |
| Budućnost        | 3 | 2 | 1 | 12 | 7  | 8    |
| Odense           | 2 | 3 | 1 | 11 | 9  | 7    |
| Öster            | 2 | 1 | 3 | 7  | 9  | 5    |
| Wacker Innsbruck | 1 | 2 | 3 | 9  | 14 | 4    |

|     | BUD | OBO | ÖST | INN |
| --- | --- | --- | --- | --- |
| BUD |     | 4-2 | 3-1 | 1-2 |
| OBO | 1-1 |     | 3-0 | 1-1 |
| ÖST | 0-0 | 0-1 |     | 4-1 |
| INN | 1-3 | 3-3 | 1-2 |     |

### Grupo 5
| Club           | G | E | P | GF | GC | Pts. |
| -------------- | - | - | - | -- | -- | ---- |
| AGF            | 4 | 1 | 1 | 9  | 7  | 9    |
| Zbrojovka Brno | 2 | 2 | 2 | 11 | 10 | 6    |
| LASK Linz      | 2 | 2 | 2 | 9  | 10 | 6    |
| Brage          | 1 | 1 | 4 | 6  | 8  | 4    |

|     | AAR | ZBR | LIN | BRA |
| --- | --- | --- | --- | --- |
| AAR |     | 4-2 | 1-0 | 2-1 |
| ZBR | 3-0 |     | 2-3 | 2-1 |
| LIN | 1-1 | 2-2 |     | 3-1 |
| BRA | 0-1 | 0-0 | 3-0 |     |

### Grupo 6
| Club         | G | E | P | GF | GC | Pts. |
| ------------ | - | - | - | -- | -- | ---- |
| Molenbeek    | 3 | 2 | 1 | 10 | 7  | 8    |
| Bryne        | 2 | 2 | 2 | 5  | 6  | 6    |
| Sparta Praga | 2 | 1 | 3 | 8  | 8  | 5    |
| Young Boys   | 2 | 1 | 3 | 4  | 6  | 5    |

|     | MOL | BRY | SPA | YOU |
| --- | --- | --- | --- | --- |
| MOL |     | 2-1 | 2-2 | 3-1 |
| BRY | 0-0 |     | 0-3 | 0-0 |
| SPA | 3-2 | 0-2 |     | 0-1 |
| YOU | 0-1 | 1-2 | 1-0 |     |

### Grupo 7
| Club             | G | E | P | GF | GC | Pts. |
| ---------------- | - | - | - | -- | -- | ---- |
| IFK Göteborg     | 5 | 0 | 1 | 12 | 6  | 10   |
| Hertha de Berlín | 4 | 0 | 2 | 12 | 6  | 8    |
| Bohemians Prague | 3 | 0 | 3 | 10 | 8  | 6    |
| Grasshopper      | 0 | 0 | 6 | 5  | 19 | 0    |

|     | GOT | HER | BOH | GRA |
| --- | --- | --- | --- | --- |
| GOT |     | 1-0 | 2-1 | 2-1 |
| HER | 1-2 |     | 2-0 | 5-1 |
| BOH | 2-1 | 1-2 |     | 3-1 |
| GRA | 1-4 | 1-2 | 0-3 |     |

### Grupo 8
| Club                | G | E | P | GF | GC | Pts. |
| ------------------- | - | - | - | -- | -- | ---- |
| Stuttgarter Kickers | 4 | 2 | 0 | 13 | 4  | 10   |
| Viking              | 3 | 2 | 1 | 8  | 7  | 8    |
| Willem II           | 2 | 2 | 2 | 11 | 10 | 6    |
| Marek Dupnitsa      | 0 | 0 | 6 | 2  | 13 | 0    |

|     | KIC | VIK | WII | MAR |
| --- | --- | --- | --- | --- |
| KIC |     | 4-0 | 3-1 | 2-0 |
| VIK | 0-0 |     | 2-2 | 3-0 |
| WII | 3-3 | 0-1 |     | 4-1 |
| MAR | 0-1 | 1-2 | 0-1 |     |

### Grupo 9
| Club          | G | E | P | GF | GC | Pts. |
| ------------- | - | - | - | -- | -- | ---- |
| Cheb          | 3 | 2 | 1 | 15 | 9  | 8    |
| Royal Antwerp | 3 | 1 | 2 | 12 | 7  | 7    |
| Næstved       | 3 | 1 | 2 | 7  | 8  | 7    |
| Lucerne       | 0 | 2 | 4 | 6  | 16 | 2    |

|     | RHC | ANT | NAE | LUC |
| --- | --- | --- | --- | --- |
| RHC |     | 2-0 | 1-1 | 6-0 |
| ANT | 4-1 |     | 0-1 | 2-2 |
| NAE | 2-3 | 0-3 |     | 1-0 |
| LUC | 2-2 | 1-3 | 1-2 |     |